# Alien vs. Predator

Lo Yautja (a sinistra) e lo Xenomorfo (a destra)

Alien vs. Predator (anche chiamato Aliens versus Predator e abbreviato in AvP) è un media franchise ideato da Randy Stradley e Chris Warner, nato nel 1989 dal crossover tra la serie di Alien e quella di Predator, dove i protagonisti sono le immaginarie razze aliene di tali saghe, rispettivamente lo Xenomorfo e lo Yautja. È composto da sei miniserie a fumetti, due film, una trilogia di romanzi e dieci tra videogiochi ed espansioni collegate.

## Sviluppo

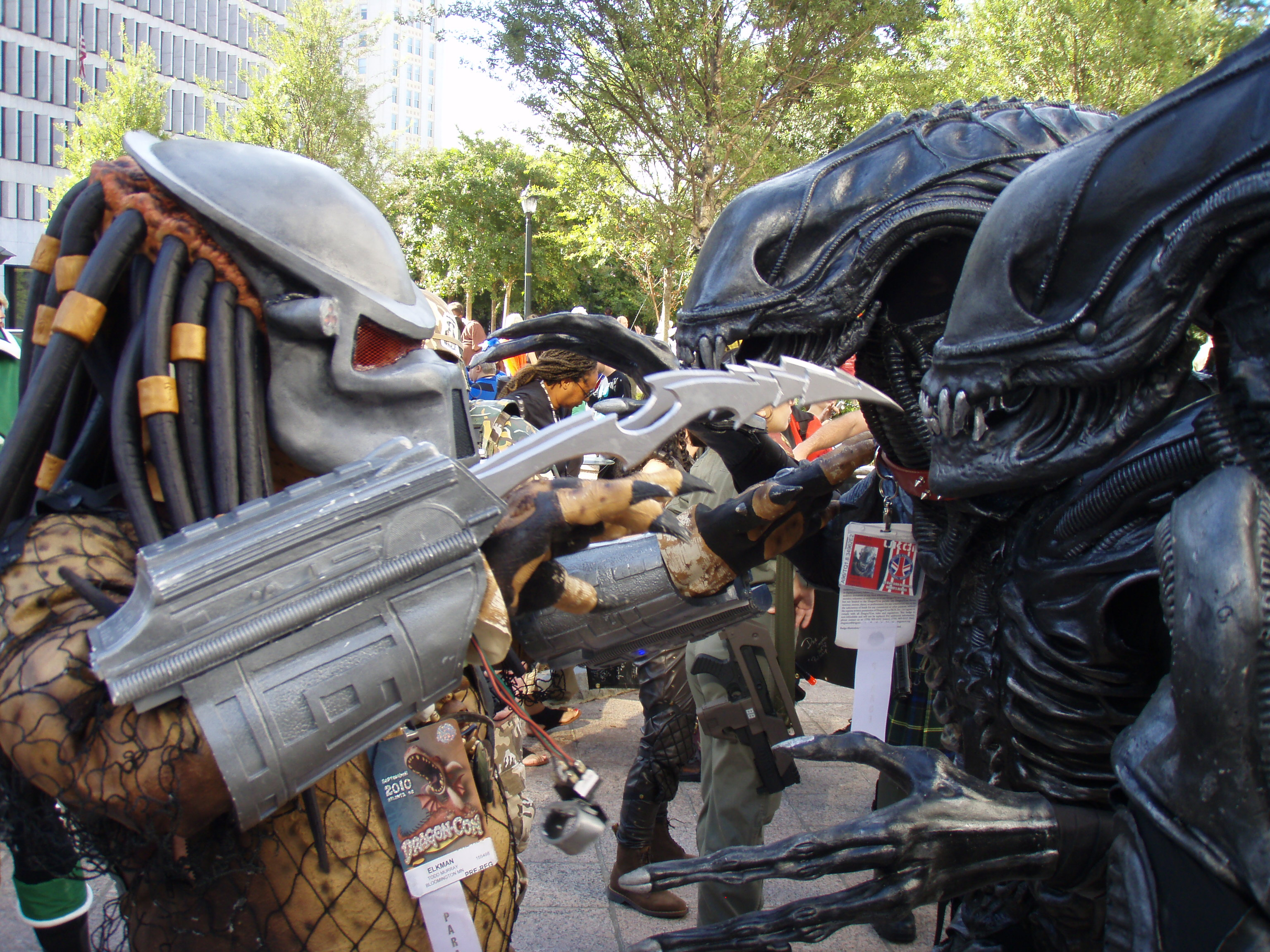
Cosplayer delle due razze aliene al Dragon Con

Dal luglio 1988 al giugno 1990, la casa editrice statunitense Dark Horse pubblica la trilogia fumettistica di Alien, riscuotendo un grande successo, così come con Predator: the Heat, sequel a fumetti del film omonimo di John McTiernan. La Dark Horse decise così di presentare al pubblico una storia a fumetti che avesse unito le due creature aliene della casa cinematografica 20th Century Fox: Aliens vs Predator, scritto da Randy Stradley e disegnato da Phill Norwood (nn.1-3) e Chris Warner (n. 4). La serie ebbe anche un numero 0 (luglio 1990), sempre di Stradley e Norwood, in realtà ristampa di una singola storia in bianco e nero, pubblicata su Dark Horse Presents, nn. 34-36 (novembre 1989 - febbraio 1990) in tre puntate.
Il successo fu immediato, tanto che quando Stephen Hopkins diresse il film Predator 2, uscito nel novembre 1990, inserì nel finale una citazione da Aliens: nell'astronave del Predator, infatti, fra i trofei troneggia il teschio di uno Xenomorfo.
Successivamente, l'incontro tra Alien e Predator ispirò nuove serie a fumetti e titoli videoludici, primo tra tutti un titolo omonimo per SNES. Dal 1991, diverse sceneggiature per una pellicola di Alien vs. Predator vennero realizzate, ma rimase in development hell per 13 anni, finché nel 2004, dopo più di 40 sceneggiature rifiutate dalla Fox, quella di Paul W. S. Anderson riesce finalmente a convincere i produttori ad iniziare le riprese di Alien vs. Predator, che nel 2007 è stato seguito da Aliens vs. Predator 2.

## Film
| Film                  | Data di uscita USA | Regia                | Sceneggiatura       | Produttori                                            |
| --------------------- | ------------------ | -------------------- | ------------------- | ----------------------------------------------------- |
| Alien vs. Predator    | 13 agosto 2004     | Paul W. S. Anderson  | Paul W. S. Anderson | John Davis, Gordon Carroll, David Giler e Walter Hill |
| Aliens vs. Predator 2 | 25 dicembre 2007   | Colin e Greg Strause | Shane Salerno       | John Davis, David Giler e Walter Hill                 |

### Alien vs. Predator
Ottobre 2004. Una spedizione di scienziati finanziata da un ricco industriale si reca in Antartide per indagare su una efflorescenza di calore di origine misteriosa. Scopriranno una piramide a 600 metri di profondità, all’interno della quale resteranno intrappolati e coinvolti nella feroce lotta tra 12 Alien e 5 giovani Predator sopravvissuti nei secoli.

### Alien vs. Predator2
Quando una nave stellare dei Predator contenente Alien catturati precipita nei pressi di una cittadina del Colorado, un team speciale di Predator viene inviato sulla Terra per risolvere il problema, mentre il governo USA è intenzionato a contenere la minaccia aliena con ogni mezzo. L’area attorno alla città diventa così teatro di un violentissimo scontro tra Alien e Predator, mentre civili e militari americani lottano per la loro sopravvivenza.

## Accoglienza

### Incassi
| Film                  | Incassi ($)  | Incassi ($)    | Incassi ($) | Budget ($) |
| Film                  | Nord America | Internazionale | Mondiale    | Budget ($) |
| --------------------- | ------------ | -------------- | ----------- | ---------- |
| Alien vs. Predator    | 80282231     | 97144859       | 177427090   | 60000      |
| Aliens vs. Predator 2 | 41797066     | 88493819       | 130290885   | 40000      |
| Totale                | 122079297    | 185638678      | 307717975   | 100000     |

### Critica
| Film                  | Rotten Tomatoes      | Metacritic         | CinemaScore |
| --------------------- | -------------------- | ------------------ | ----------- |
| Alien vs. Predator    | 22% (146 recensioni) | 29 (21 recensioni) | B           |
| Aliens vs. Predator 2 | 12% (77 recensioni)  | 29 (14 recensioni) | C           |

## Altri media

### Romanzi
Esiste una trilogia di romanzi basata sulla miniserie a fumetti Aliens vs. Predator, pubblicata dalla Bantam Books, composta da:
- 1994 - Aliens vs. Predator: Prey
- 1994 - Aliens vs. Predator: Hunter's Planet
- 1999 - Aliens vs. Predator: War

### Videogiochi
- Alien vs. Predator (SNES)
- Alien vs Predator: The Last of His Clan
- Alien vs. Predator (Arcade)
- Alien vs. Predator (Jaguar)
- Aliens versus Predator
- Aliens versus Predator 2
- Aliens versus Predator 2: Primal Hunt
- Aliens versus Predator: Extinction
- Alien vs. Predator (cellulari)
- Aliens vs. Predator: Requiem
- Aliens vs. Predator
- Mortal Kombat X